# Itero del Castillo (kommunhuvudort)
Itero del Castillo är en kommunhuvudort i Spanien.   Den ligger i provinsen Provincia de Burgos och regionen Kastilien och Leon, i den norra delen av landet, 210 km norr om huvudstaden Madrid. Itero del Castillo ligger 776 meter över havet och antalet invånare är 104.
Terrängen runt Itero del Castillo är huvudsakligen platt, men åt sydost är den kuperad. Runt Itero del Castillo är det mycket glesbefolkat, med 6 invånare per kvadratkilometer. Närmaste större samhälle är Melgar de Fernamental, 12,7 km norr om Itero del Castillo. Trakten runt Itero del Castillo består till största delen av jordbruksmark.